# منشآت نمکین
منشآت نَمَکین نام کتابی است به فارسی که در هند و در هنر انشاء و نامه‌های دیوانی و دوستانه نوشته شده‌است.
مؤلف این کتاب ابوالقاسم نمکین حسینی و تاریخ نگارش آن ۳ شعبان ۱۰۰۶ است.
وی این کتاب را به نام اکبرشاه در هشت باب و خاتمه نوشته‌است.
منشآت نمکین دربرگیرنده نمونه‌های نگارشی برای فتح‌نامه‌ها، منشورها، نامه‌ها، عریضه‌ها، مراسله‌ها، صحیفه‌ها، و متفرقات (قباله، تمسک، سجل، وثیقه، خطبه، دعا، عهدنامه، مطایبات و افسون‌ها) می‌باشد.
منشآت نمکین مجموعهٔ بسیار بزرگی است و یکی از بزرگ‌ترین مجموعه‌های نمونه نامه‌نگاری فارسی است که از دوران گورکانیان بر جا مانده‌است.